# برنارد سیگل
برنارد سیگل (انگلیسی: Bernard Siegel؛ ‏ ۱۹ آوریل ۱۸۶۸ – ۹ ژوئیهٔ ۱۹۴۰) بازیگر اهل ایالات متحده آمریکا بود.
از فیلم‌ها یا برنامه‌های تلویزیونی که وی در آن نقش داشته‌است، می‌توان به پیاده‌روهای نیویورک، شبح اپرا، بو ژست و ایستادگی و رهایی اشاره کرد.